# Ernest-Amédée de Renty
Ernest-Amédée de Renty (1869-1934) est un militaire et écrivain français.

## Biographie
Ernest Amédée de Renty est le fils de Camille de Renty, ingénieur des arts et manufactures, directeur de la Manufacture de faïence de Creil, et de Marie Louise Butor.
Élève de l'École spéciale militaire de Saint-Cyr, il est colonel d'infanterie.
L’Académie française lui décerne le prix Fabien en 1906 et le prix Bordin en 1916.

## Œuvres
- Les chemins de fer coloniaux en Afrique, Paris, F.-R. de Rudeval, 1906, Prix Fabien de l'Académie française.
- L’Angleterre en Afrique, Paris, H. Charles-Lavauzelle, 1910, 267 p.
- Un chemin de fer transafricain, Orléans, A. Gout, 1911, 6 p. (tiré à part de la revue Les Questions modernes, septembre 1911).
- L'Europe noire, Paris, H. Charles-Lavauzelle, 1913, 171 p. Lire en ligne sur gallica

## Distinctions
- Officier de la Légion d'honneur (1921)[2]
- Officier d'académie
- Officier du Nichan Iftikhar (Tunisie)
- Chevalier de l'ordre de Saint-Stanislas (Russie impériale), 2e classe
- Ordre de Sainte-Anne (Russie impériale), 3e classe
- Ordre de l’Étoile noire (Bénin)